# Коктейл (филм)
 Тази статия е за филма.  За напитката вижте Коктейл.  
„Коктейл“ (на английски: Cocktail) е американски филм от 1988 година на режисьора Роджър Доналдсън. Участват Том Круз, Брайън Браун, Елизабет Шу и др. Това е първият филм на Том Круз след „Цветът на парите“. Филмът не се посреща добре от кинокритиците.
 Внимание:  Текстът по-долу разкрива сюжета на произведението (или части от него)!

## Сюжет
Брайън Фланаган отива да живее в Ню Йорк. Работи на непълен работен ден като барман, а освен това учи бизнес. Става един от най-известните бармани в града с помощта на своя колега Дъг. Решава да отвори свой бар в Ямайка, където успехът го последва. Започва романтична връзка с Джордан. Нещата тръгват зле за Брайън, когато той завързва любовна връзка с по-възрастна и богата жена.

## Актьорски състав
- Том Круз в ролята на Брайън Фланаган
- Брайън Браун в ролята на Дъглас Кофлин
- Елизабет Шу в ролята на Джордан Муни
- Кели Линч в ролята на Кери Кофлин

## Награди
- Златен глобус '89 за оригинална песен (песента „Кокомо“)

## Български дублаж
| Обработка           | Главна редакция „КИНО“                                                                        |
| ------------------- | --------------------------------------------------------------------------------------------- |
| Преводач            | Живка Руднинска                                                                               |
| Редактор            | Румяна Новачкова                                                                              |
| Тонрежисьор         | Иглика Атанасова                                                                              |
| Режисьор на дублажа | Румяна Гунинска                                                                               |
| Озвучаващи артисти  | Ани Василева Христина Ибришимова Иван Танев Силви Стоицов Стефан Сърчаджиев-Съра Даниел Цочев |